# Фредриксен, Оскар (лыжник)
Оскар Фредриксен (норв. Oskar Fredriksen; 9 февраля 1909 года, Луннер — 19 июня 1991 года) — норвежский лыжник, чемпион мира.  

## Карьера
На чемпионате мира 1937 года завоевал золотую медаль в эстафетной гонке. На следующем чемпионате мира стартовал в двух индивидуальных гонках, в гонке на 18 км стал 40-м, а в гонке на 50 км 43-м.